# Liste des gares des Vosges
La liste des gares des Vosges, est une liste des gares ferroviaires, haltes ou arrêts, situées dans le département des Vosges, en région Grand-Est.

## Gares ferroviaires des lignes du réseau national
| Nom                                         | Type de gare | Ligne(s) et PK                                    | Date d'ouverture   | Date de fermeture voyageurs | Date de fermeture marchandises | Altitude | Code UIC | Code TR3A | Coordonnées                 | Image | Remarques |
| ------------------------------------------- | ------------ | ------------------------------------------------- | ------------------ | --------------------------- | ------------------------------ | -------- | -------- | --------- | --------------------------- | ----- | --- |
| Liffol-le-Grand                             | Gare         | 026 : 39,36                                       | 14 août 1867       | 31 mai 1970                 |                                | 317 m    | 87142331 | LFF       | 48° 18′ 50″ N, 5° 35′ 13″ E |       | |
| Fréville                                    | Arrêt        | 026 : 41,6                                        | 23 mai 1937        | 31 mai 1970                 | Jamais ouverte                 | 327 m    |          |           | 48° 19′ 22″ N, 5° 36′ 53″ E |       | |
| Neufchâteau                                 | Gare         | 026 : 48,782 027 : 67,7 030 : 48,782 032 : 70,859 | 14 août 1867       | Ouverte                     |                                | 289 m    | 87141291 | NCH       | 48° 21′ 30″ N, 5° 41′ 25″ E |       | |
| Frebécourt                                  | Arrêt        | 026 : 53,2                                        | 1er janvier 1934   | 3 mars 1969                 | Jamais ouverte                 | 278 m    | 87148072 | FRK       | 48° 23′ 29″ N, 5° 41′ 15″ E |       | Frebécourt n°2 (P.N.) |
| Coussey                                     | Gare         | 026 : 55,146                                      | 14 avril 1873      | 3 mars 1969                 |                                | 284 m    | 87141341 | COY       | 48° 24′ 28″ N, 5° 41′ 05″ E |       | |
| Happoncourt                                 | Arrêt        | 026 : 57,9                                        | 1er janvier 1934   | 3 mars 1969                 | Jamais ouverte                 | 271 m    |          |           | 48° 25′ 49″ N, 5° 41′ 35″ E |       | Happoncourt n°1 (P.N.) |
| Domrémy Maxey-sur-Meuse                     | Gare         | 026 : 59,888                                      | 14 avril 1873      | 3 mars 1969                 |                                | 270 m    | 87141366 | DRM       | 48° 26′ 51″ N, 5° 41′ 43″ E |       | |
| Grand Avranville                            | Gare         | 027 : 47,440                                      | 11 septembre 1880  | 3 mars 1969                 | 5 juillet 1971                 | 346 m    |          |           | 48° 24′ 28″ N, 5° 30′ 55″ E |       | |
| Midrevaux                                   | Arrêt        | 027 : 56,99                                       | 1er juillet 1934   | 1939 ?                      | Jamais ouverte                 | 308 m    |          |           | 48° 22′ 59″ N, 5° 36′ 35″ E |       | Apparaît en 1938. N'apparaît pas en 1941 ni en 1967. |
| Sionne Midrevaux                            | Gare         | 027 : 58,420                                      | 11 septembre 1880  | 3 mars 1969                 | 5 juillet 1971                 | 291 m    |          |           | 48° 23′ 06″ N, 5° 37′ 45″ E |       | |
| Sionne                                      | Arrêt        | 027 : 59,4                                        | 1er septembre 1935 | 1939 ?                      | Jamais ouverte                 | 283 m    |          |           | 48° 23′ 22″ N, 5° 38′ 27″ E |       | Sionne n°4 PN. Apparaît en 1938. N'apparaît pas en 1941 ni en 1967. |
| Frebécourt                                  | Halte        | 027 : 62,2                                        | 11 septembre 1880  | 3 mars 1969                 | Jamais ouverte                 | 294 m    | 87148148 | FRB       | 48° 23′ 31″ N, 5° 40′ 17″ E |       | |
| Rebeuville                                  | Arrêt        | 030 : 53,44                                       | 1933 ?             | 31 mai 1970                 | Jamais ouverte                 | 291 m    |          |           | 48° 19′ 56″ N, 5° 42′ 12″ E |       | Ne figure pas dans le Chaix de 1924, mais figure dans celui de 1936. Peut-être ouvert en 1933 à la faveur de la mise en circulation d'autorails Renault VH entre Neufchâteau et Épinal (date discordante entre le HS "Le Train" consacré aux VH Renault qui indique 1933 et le tome 1 de Trains Oubliés de Gibert et Banaudo qui indique 1935).                                  |
| Certilleux Villars                          | Gare         | 030 : 56,303                                      | 28 décembre 1878   | 31 mai 1970                 |                                | 303 m    |          |           | 48° 18′ 45″ N, 5° 43′ 11″ E |       | |
| Landaville                                  | Halte        | 030 : 59,4                                        | 25 avril 1883      | 31 mai 1970                 | Jamais ouverte                 | 318 m    |          |           | 48° 17′ 12″ N, 5° 44′ 21″ E |       | |
| Aulnois Bulgnéville                         | Gare         | 030 : 64,679                                      | 28 décembre 1878   | 31 mai 1970                 |                                | 344 m    |          |           | 48° 15′ 41″ N, 5° 47′ 37″ E |       | Dénommée Aulnois - Contrexéville jusqu'à l'ouverture de la ligne 035. Source : " Le chemin de fer en Lorraine " / André Schontz - Arsène Felten - Marcel Gourlot / pages 118-119. |
| Châtenois Dolaincourt                       | Gare         | 030 : 70,475                                      | 28 décembre 1878   | 31 mai 1970                 |                                | 316 m    | 87144360 | CDU       | 48° 18′ 07″ N, 5° 50′ 21″ E |       | Dénommée Châtenois - Vittel jusqu'à l'ouverture de la ligne 035. Source : " Le chemin de fer en Lorraine " / André Schontz - Arsène Felten - Marcel Gourlot / pages 118-119. |
| Gironcourt Houécourt                        | Gare         | 030 : 77,207                                      | 28 décembre 1878   | 31 mai 1970                 | Ouverte                        | 321 m    | 87144352 | GIT       | 48° 18′ 38″ N, 5° 55′ 18″ E |       | |
| Totainville Dombasle                        | Arrêt        | 030 : 82,870                                      | 5 mai 1895         | 31 mai 1970                 | Jamais ouverte                 | 339 m    |          |           | 48° 18′ 40″ N, 5° 59′ 47″ E |       | Figure dans le Chaix de 1924 |
| Rouvres Baudricourt                         | Gare         | 030 : 87,0                                        | 28 décembre 1878   | 31 mai 1970                 |                                | 308 m    | 87144337 | RUB       | 48° 18′ 30″ N, 6° 02′ 44″ E |       | |
| Domvallier                                  | Arrêt        | 030 : 90,6                                        | 1er août 1934      | 31 mai 1970                 | Jamais ouverte                 | 290 m    |          |           | 48° 18′ 25″ N, 6° 05′ 19″ E |       | Ne figure pas dans le Chaix de 1924, mais figure dans celui de 1936. Peut-être ouvert en 1933 à la faveur de la mise en circulation d'autorails Renault VH entre Neufchâteau et Épinal (date discordante entre le HS "Le Train" consacré aux VH Renault qui indique 1933 et le tome 1 de Trains Oubliés de Gibert et Banaudo qui indique 1935).                                  |
| Mirecourt                                   | Gare         | 030 : 94,156 040 : 57,131                         | 28 décembre 1878   | 18 décembre 2016            |                                | 290 m    | 87144212 | MIR       | 48° 17′ 57″ N, 6° 07′ 45″ E |       | |
| Hymont Mattaincourt                         | Gare         | 030 : 97,891 035 : 88,308                         | 28 décembre 1878   | 18 décembre 2016            |                                | 278 m    | 87144220 | HAI       | 48° 16′ 15″ N, 6° 08′ 26″ E |       | |
| Velotte-et-Tatignécourt                     | Arrêt        | 030 : 100,5                                       | 7 octobre 1934     | 28 mai 1989                 | Jamais ouverte                 | 282 m    | 87146043 | VTT       | 48° 15′ 41″ N, 6° 09′ 58″ E |       | Ne figure pas dans le Chaix de 1924, mais figure dans celui de 1936. Peut-être ouvert en 1933 à la faveur de la mise en circulation d'autorails Renault VH entre Neufchâteau et Épinal (date discordante entre le HS "Le Train" consacré aux VH Renault qui indique 1933 et le tome 1 de Trains Oubliés de Gibert et Banaudo qui indique 1935). Desservie au service d'été 1986. |
| Racécourt                                   | Halte        | 030 : 102,2                                       | 28 décembre 1878   | 28 mai 1989                 | Jamais ouverte                 | 293 m    | 87146035 | RCC       | 48° 14′ 56″ N, 6° 11′ 10″ E |       | Desservie au service d'été 1986. |
| Dompaire                                    | Gare         | 030 : 107,09                                      | 28 décembre 1878   | 28 mai 1989                 |                                | 304 m    | 87144774 | DMP       | 48° 13′ 08″ N, 6° 13′ 38″ E |       | Desservie au service d'été 1986. |
| Hennecourt                                  | Halte        | 030 : 111,4                                       | 28 décembre 1878   | 28 mai 1989                 | Jamais ouverte                 | 337 m    | 87146027 | HCR       | 48° 13′ 06″ N, 6° 17′ 04″ E |       | Desservie au service d'été 1986. |
| Bocquegney                                  | Arrêt        | 030 : 113,22                                      | 1er juillet 1934   | 28 mai 1989                 | Jamais ouverte                 | 345 m    | 87146019 | BQG       | 48° 12′ 58″ N, 6° 18′ 31″ E |       | Desservie au service d'été 1986. |
| Darnieulles Uxegney                         | Gare         | 030 : 119,24 051 : 72,1                           | 28 décembre 1878   | 28 mai 1989                 |                                | 342 m    | 87144741 | DAG       | 48° 11′ 34″ N, 6° 22′ 00″ E |       | Desservie au service d'été 1986. |
| Épinal                                      | Gare         | 030 : 126,8 042 : 50,961 060 : 0,000              | 24 juin 1857       | Ouverte                     | Ouverte                        | 340 m    | 87144006 | EL        | 48° 10′ 41″ N, 6° 26′ 29″ E |       | |
| Bazoilles-sur-Meuse                         | Gare         | 032 : 63,222                                      | 11 février 1884    |                             |                                | 296 m    |          |           | 48° 18′ 13″ N, 5° 39′ 46″ E |       | |
| Soulosse                                    | Gare         | 032 : 76,114                                      | 1er juin 1889      |                             |                                | 294 m    | 87141259 | SOV       | 48° 23′ 58″ N, 5° 42′ 06″ E |       | |
| Brancourt                                   | Arrêt        | 032 : 77,9                                        | 7 octobre 1894     |                             | Jamais ouverte                 | 305 m    |          |           | 48° 25′ 01″ N, 5° 43′ 24″ E |       | Figure au Chaix de 1924 |
| Ruppes                                      | Gare         | 032 : 85,128                                      | 1er juin 1889      |                             |                                | 298 m    | 87141192 | RPP       | 48° 27′ 37″ N, 5° 46′ 25″ E |       | |
| Punerot                                     | Gare         | 032 : 88,595                                      | 1er juin 1889      |                             |                                | 293 m    | 87141176 | PUR       | 48° 28′ 55″ N, 5° 48′ 15″ E |       | |
| Damblain                                    | Gare         | 035 : 36,941                                      | 1er mars 1881      | 18 décembre 2016            |                                | 367 m    | 87142497 | DBN       | 48° 05′ 37″ N, 5° 39′ 20″ E |       | |
| Rosières-sur-Mouzon                         | Gare         | 035 : 42,056                                      | 1er mars 1881      | 18 décembre 2016            |                                | 331 m    | 87144311 | RSM       | 48° 07′ 15″ N, 5° 42′ 21″ E |       | |
| Lamarche (Vosges)                           | Gare         | 035 : 47,909                                      | 1er mars 1881      | 18 décembre 2016            |                                | 340 m    | 87144303 | LAH       | 48° 05′ 25″ N, 5° 45′ 36″ E |       | |
| Martigny-les-Bains                          | Gare         | 035 : 53,597                                      | 1er mars 1881      | 18 décembre 2016            |                                | 369 m    | 87144295 | MYI       | 48° 06′ 32″ N, 5° 49′ 32″ E |       | |
| Contrexéville                               | Gare         | 035 : 63,306                                      | 1er mars 1881      | Ouverte                     | Ouverte                        | 347 m    | 87144287 | CTX       | 48° 10′ 47″ N, 5° 53′ 26″ E |       | |
| Vittel                                      | Gare         | 035 : 68,689                                      | 1er mars 1881      | Ouverte                     | Ouverte                        | 341 m    | 87144279 | VIT       | 48° 12′ 09″ N, 5° 56′ 31″ E |       | |
| Haréville-sous-Montfort                     | Halte        | 035 : 73,051                                      | 1er mars 1881      |                             | Jamais ouverte                 | 376 m    | 87146209 | HSM       | 48° 12′ 31″ N, 5° 59′ 46″ E |       | Desservie au service d'été 1986. |
| Remoncourt                                  | Gare         | 035 : 77,136                                      | 1er mars 1881      |                             |                                | 345 m    |          |           | 48° 12′ 53″ N, 6° 02′ 55″ E |       | Desservie au service d'été 1986. |
| Rozerotte                                   | Arrêt        | 035 : 81,260                                      | 1893               |                             | Jamais ouverte                 | 306 m    | 87146191 | RZT       | 48° 14′ 26″ N, 6° 05′ 06″ E |       | Desservie au service d'été 1986. Figure au Chaix de 1924 comme Rozerotte n°3 (P.N.). Tarifs homologués en 1893. |
| Bazoilles                                   | Halte        | 035 : 83,330                                      | 1er mars 1881      |                             | Jamais ouverte                 | 291 m    |          |           | 48° 15′ 02″ N, 6° 06′ 24″ E |       | Bazoilles-devant-Hymont en 1986, desservie au service d'été 1986. Figure au Chaix de 1924 comme Bazoilles (halte) |
| Bouzanville Boulaincourt                    | Halte        | 040 : 47,398                                      | 22 décembre 1879   |                             | Jamais ouverte                 | 312 m    | 87141655 | BJV       | 48° 22′ 18″ N, 6° 05′ 22″ E |       | Desservie au service d'été 1986. |
| Frenelle-la-Grande                          |              | 040 : 49,8                                        | 22 décembre 1879   | 30 juin 1883                |                                | 291 m    |          |           | 48° 21′ 07″ N, 6° 05′ 19″ E |       | Gare fusionnée avec celle de Puzieux lors de l'ouverture de la ligne 041. |
| Frenelle-la-Grande Puzieux                  | Gare         | 040 : 50,630 041 : 34,8                           | 30 juin 1883       |                             |                                | 289 m    |          |           | 48° 20′ 46″ N, 6° 05′ 42″ E |       | Desservie au service d'été 1986. |
| Puzieux                                     |              | 040 : 51,3                                        | 22 décembre 1879   | 30 juin 1883                |                                | 289 m    |          |           | 48° 20′ 21″ N, 6° 06′ 13″ E |       | Gare fusionnée avec celle de Frenelle-la-Grande lors de l'ouverture de la ligne 041. |
| Poussay                                     | Halte        | 040 : 54,323                                      | 22 décembre 1879   | 18 décembre 2016            | Jamais ouverte                 | 263 m    | 87144204 | POW       | 48° 19′ 21″ N, 6° 07′ 36″ E |       | Desservie au service d'été 1986. Des années 1980 à 2016, la halte de Poussay n'est ouverte qu'à l'occasion du week-end de la foire agricole, aux alentours de la Toussaint. |
| Autreville Harmonville                      | Halte        | 041 : 9,8                                         | 30 juin 1883       | 15 mai 1939                 | Jamais ouverte                 | 313 m    |          |           | 48° 29′ 12″ N, 5° 53′ 20″ E |       | Figure au Chaix de 1924 comme Autreville-H. (h)(P.N. |
| Charmes (Vosges)                            | Gare         | 042 : 25,346 Ch.Rb. : 0,000                       | 24 juin 1857       | Ouverte                     |                                | 291 m    | 87144055 | CHS       | 48° 22′ 43″ N, 6° 18′ 06″ E |       | Bifurcation vers la ligne d'intérêt local à voie normale de Charmes à Rambervillers. |
| Vincey                                      | Halte        | 042 : 30,162                                      | 7 août 1887        | Ouverte                     | Jamais ouverte                 | 280 m    | 87144063 | VCY       | 48° 20′ 37″ N, 6° 20′ 08″ E |       | |
| Châtel Nomexy                               | Halte        | 042 : 35,853                                      | 24 juin 1857       | Ouverte                     |                                | 290 m    | 87144071 | CEO       | 48° 18′ 26″ N, 6° 23′ 16″ E |       | |
| Igney                                       | Halte        | 042 : 30,162                                      | 25 avril 1883      | Ouverte                     | Jamais ouverte                 | 306 m    | 87144089 | IGN       | 48° 16′ 15″ N, 6° 23′ 58″ E |       | |
| Thaon                                       | Halte        | 042 : 42,103                                      | 24 juin 1857       | 1873                        | 1873                           | 316 m    |          |           | 48° 15′ 15″ N, 6° 24′ 32″ E |       | |
| Thaon                                       | Halte        | 042 : 43,280                                      | 1873               | Ouverte                     |                                | 321 m    | 87144097 | TAO       | 48° 14′ 41″ N, 6° 24′ 58″ E |       | La gare de Thaon s'est d'abord située, de 1857 à 1873, au niveau du PN n°31, au PK 42,103. |
| Dounoux                                     | Gare         | 042 : 61,579                                      | 24 septembre 1863  | 1949,                       | 1990                           | 416 m    |          |           | 48° 05′ 46″ N, 6° 26′ 37″ E |       | Source : Causons-en n°176, p. 17. Non desservie en 1986. |
| Xertigny                                    | Gare         | 042 : 69,503                                      | 24 septembre 1863  | Ouverte                     |                                | 430 m    | 87144121 | XTY       | 48° 03′ 11″ N, 6° 22′ 36″ E |       | Desservie au service d'été 1986. |
| La Chapelle-aux-Bois                        | Halte        | 042 : 73,743                                      | 24 septembre 1863  | 1949                        | Jamais ouverte                 | 428 m    |          |           | 48° 01′ 48″ N, 6° 20′ 06″ E |       | Non desservie en 1986. |
| Bains-les-Bains                             | Gare         | 042 : 80,173                                      | 24 septembre 1863  | Ouverte                     |                                | 404 m    | 87144147 | BNS       | 47° 58′ 52″ N, 6° 17′ 43″ E |       | D'abord "Bains", puis "Bains - Le Clerjus" en 1899. Désignée "Bains-les-Bains - Le Clerjus" dans le Chaix de 1924, et "Bains-les-Bains" dans l'indicateur de 1975. Desservie au service d'été 1986. |
| Regnévelle                                  | Arrêt        | 051 : 28,5                                        | 1910               | 14 juin 1941                | Jamais ouverte                 | 309 m    |          |           | 48° 00′ 13″ N, 5° 59′ 36″ E |       | Figure au Chaix de 1924 comme Regnévelle n°4 (P.N.). Tarifs homologués en 1910. |
| Monthureux-sur-Saône                        | Gare         | 051 : 32,80                                       | 21 novembre 1886   | 14 juin 1941                |                                | 281 m    |          |           | 48° 02′ 06″ N, 5° 59′ 29″ E |       | |
| Darney                                      | Gare         | 051 : 39,77                                       | 21 novembre 1886   | 14 juin 1941                |                                | 297 m    |          |           | 48° 04′ 30″ N, 6° 03′ 01″ E |       | |
| Belrupt                                     | Arrêt        | 051 : 43,57                                       | 1895               | 14 juin 1941                | Jamais ouverte                 | 315 m    |          |           | 48° 05′ 28″ N, 6° 05′ 36″ E |       | Figure au Chaix de 1924 comme Belrupt n°4 (P.N.). Tarifs homologués en 1895. |
| Lerrain                                     | Gare         | 051 : 50,7                                        | 21 novembre 1886   | 14 juin 1941                |                                | 324 m    |          |           | 48° 08′ 25″ N, 6° 08′ 38″ E |       | |
| Pierrefitte Ville-sur-Illon                 | Halte        | 051 : 55,2                                        | 21 novembre 1886   | 14 juin 1941                | Jamais ouverte                 | 354 m    |          |           | 48° 09′ 36″ N, 6° 11′ 17″ E |       | |
| Harol                                       | Gare         | 051 : 60,8                                        | 21 novembre 1886   | 14 juin 1941                |                                | 365 m    |          |           | 48° 08′ 41″ N, 6° 15′ 00″ E |       | |
| Girancourt                                  | Gare         | 051 : 66,0                                        | 21 novembre 1886   | 14 juin 1941                |                                | 372 m    |          |           | 48° 10′ 26″ N, 6° 18′ 14″ E |       | |
| Chaumousey                                  | Arrêt        | 051 : 68,7                                        | 1895               | 14 juin 1941                | Jamais ouverte                 | 355 m    |          |           | 48° 10′ 49″ N, 6° 20′ 01″ E |       | Figure au Chaix de 1924 comme Chaumousey n°5 (PN). Tarifs homologués en 1895. |
| Plombières-les-Bains                        | Gare         | 053 : 10,3                                        | 14 juin 1878       | 3 avril 1977                | 1er octobre 1978               | 406 m    | 87185694 | PMR       | 47° 57′ 36″ N, 6° 27′ 08″ E |       | |
| Larrière                                    | Arrêt        | 054 : 107,2                                       | 1893               | 1er mai 1942                | Jamais ouverte                 | 337 m    |          |           | 47° 54′ 35″ N, 6° 27′ 42″ E |       | Figure au Chaix de 1924 comme Larrière (PN). Existe déjà en 1904 et en 1896. Tarifs homologués en 1893. |
| Val-d'Ajol                                  | Gare         | 054 : 110,100                                     | 5 juin 1881        | 1er mai 1942                | 1991                           | 368 m    | 87185678 | VDJ       | 47° 55′ 38″ N, 6° 29′ 27″ E |       | |
| Faymont                                     | Gare         | 054 : 113,755                                     | 5 juin 1881        | 1er mai 1942                | 1987                           | 404 m    | 87185660 | FAY       | 47° 57′ 00″ N, 6° 31′ 17″ E |       | |
| Dinozé                                      | Halte        | 060 : 5,233                                       | 10 novembre 1864   | Septembre 1980              | Jamais ouverte                 | 355 m    |          |           | 48° 08′ 29″ N, 6° 28′ 19″ E |       | Fermée en 1986. |
| Arches                                      | Gare         | 060 : 11,466 062 : 0,000                          | 10 novembre 1864   | Ouverte                     | Ouverte                        | 350 m    | 87144410 | ARH       | 48° 07′ 12″ N, 6° 31′ 42″ E |       | |
| Pouxeux                                     | Halte        | 060 : 14,8                                        | 1993               | Ouverte                     | Jamais ouverte                 | 367 m    | 87144428 | PXX       | 48° 06′ 32″ N, 6° 34′ 10″ E |       | Source : Causons-en n°175, p. 19 |
| Pouxeux                                     | Gare         | 060 : 15,841                                      | 10 novembre 1864   | 1993                        |                                | 376 m    | 87144428 | PXX       | 48° 06′ 14″ N, 6° 34′ 52″ E |       | |
| Éloyes                                      | Halte        | 060 : 18,229                                      | 10 novembre 1864   | Ouverte                     | Jamais ouverte                 | 387 m    | 87144436 | ELS       | 48° 05′ 13″ N, 6° 36′ 01″ E |       | |
| Saint-Nabord                                | Halte        | 060 : 23,342                                      | 10 novembre 1864   | Ouverte                     | Jamais ouverte                 | 404 m    | 87146217 | XNB       | 48° 02′ 45″ N, 6° 34′ 54″ E |       | |
| Remiremont                                  | Gare         | 060 : 27,252                                      | 10 novembre 1864   | Ouverte                     | Ouverte                        | 389 m    | 87144451 | RNT       | 48° 00′ 59″ N, 6° 35′ 56″ E |       | Gare origine de la ligne 061, dont le point-origine du kilométrage se situe à la bifurcation de Dommartin, au PK 30,246 de la ligne 060 |
| Vecoux                                      | Gare         | 060 : 32,791                                      | 7 novembre 1879    | 28 mai 1989                 | 28 mai 1989                    | 404 m    | 87144469 | VOX       | 47° 58′ 46″ N, 6° 38′ 04″ E |       | Desservie au service d'été 1986. |
| Hielle (Rupt)                               | Arrêt        | 060 : 34,629                                      | 1er juillet 1937,  | 28 mai 1989                 | Jamais ouverte                 | 406 m    | 87146225 | HIT       | 47° 57′ 49″ N, 6° 38′ 02″ E |       | Non reprise sur le Chaix de 1924. L'édicule date de 1937. Desservie au service d'été 1986. |
| Maxonchamp                                  | Halte        | 060 : 36,575                                      | 7 novembre 1879    | 28 mai 1989                 | Jamais ouverte                 | 413 m    | 87146233 | MXM       | 47° 56′ 51″ N, 6° 38′ 06″ E |       | Desservie au service d'été 1986. |
| Rupt-sur-Moselle                            | Gare         | 060 : 39,869                                      | 7 novembre 1879    | 28 mai 1989                 | 28 mai 1989                    | 425 m    | 87144519 | RPM       | 47° 55′ 25″ N, 6° 39′ 33″ E |       | Desservie au service d'été 1986. |
| Ferdrupt                                    | Gare         | 060 : 44,093                                      | 7 novembre 1879    | 28 mai 1989                 | 28 mai 1989                    | 454 m    | 87144527 | FDT       | 47° 54′ 22″ N, 6° 42′ 07″ E |       | Desservie au service d'été 1986. |
| Ramonchamp                                  | Gare         | 060 : 47,338                                      | 7 novembre 1879    | 28 mai 1989                 | 28 mai 1989                    | 473 m    | 87144535 | RMH       | 47° 53′ 25″ N, 6° 44′ 14″ E |       | Desservie au service d'été 1986. |
| Le Thillot                                  | Gare         | 060 : 49,884                                      | 7 novembre 1879    | 28 mai 1989                 | 28 mai 1989                    | 495 m    | 87144543 | LTT       | 47° 52′ 31″ N, 6° 45′ 44″ E |       | Desservie au service d'été 1986. |
| Fresse                                      | Halte        | 060 : 51,912                                      | 7 novembre 1879    | 28 mai 1989                 | Jamais ouverte                 | 510 m    | 87144550 | FRZ       | 47° 52′ 22″ N, 6° 47′ 16″ E |       | Desservie au service d'été 1986. |
| Saint-Maurice-sur-Moselle (Ballon d'Alsace) | Gare         | 060 : 55,591                                      | 7 novembre 1879    | 28 mai 1989                 | 28 mai 1989                    | 546 m    | 87144568 | XMQ       | 47° 51′ 18″ N, 6° 49′ 07″ E |       | Desservie au service d'été 1986. |
| Bussang                                     | Gare         | 060 : 59,917                                      | 18 octobre 1891    | 28 mai 1989                 | 28 mai 1989                    | 602 m    | 87144584 | BU        | 47° 53′ 03″ N, 6° 51′ 18″ E |       | Desservie au service d'été 1986. |
| Dommartin                                   | Halte        | 061 : 0,45                                        | 6 septembre 1879   | 28 mai 1989                 | Jamais ouverte                 | 393 m    | 87146241 | DAI       | 48° 00′ 08″ N, 6° 38′ 14″ E |       | Dommartin (Vosges). Desservie au service d'été 1986. |
| Syndicat Saint-Amé                          | Gare         | 061 : 3,37                                        | 6 septembre 1879   | 28 mai 1989                 | 27 septembre 1992              | 398 m    | 87144618 | SYD       | 48° 00′ 57″ N, 6° 40′ 07″ E |       | Desservie au service d'été 1986. |
| Vagney                                      | Gare         | 061 : 6,75                                        | 6 septembre 1879   | 28 mai 1989                 | 27 septembre 1992              | 407 m    | 87144634 | VGY       | 48° 00′ 26″ N, 6° 42′ 13″ E |       | Desservie au service d'été 1986. |
| Zainvillers                                 | Halte        | 061 : 8,5                                         | 6 septembre 1879   | 28 mai 1989                 | Jamais ouverte                 | 413 m    | 87144659 | ZAI       | 47° 59′ 37″ N, 6° 42′ 49″ E |       | Desservie au service d'été 1986. |
| Thiéfosse                                   | Gare         | 061 : 11,38                                       | 6 septembre 1879   | 28 mai 1989                 | 28 mai 1989                    | 433 m    | 87144667 | THF       | 47° 58′ 11″ N, 6° 43′ 28″ E |       | Desservie au service d'été 1986. |
| Saulxures-sur-Moselotte                     | Gare         | 061 : 16,0                                        | 6 septembre 1879   | 28 mai 1989                 | 28 mai 1989                    | 462 m    | 87144675 | SXS       | 47° 56′ 44″ N, 6° 46′ 10″ E |       | Desservie au service d'été 1986. |
| Cornimont                                   | Gare         | 061 : 20,678                                      | 6 septembre 1879   | 28 mai 1989                 | 28 mai 1989                    | 506 m    | 87144691 | CNT       | 47° 57′ 27″ N, 6° 49′ 38″ E |       | Desservie au service d'été 1986. |
| Jarménil                                    | Gare         | 062 : 3,626                                       | 3 novembre 1869    | ?? Fermée                   |                                | 365 m    |          |           | 48° 07′ 03″ N, 6° 34′ 17″ E |       | Desservie au service d'été 1986. |
| Docelles Cheniménil                         | Gare         | 062 : 7,853                                       | 3 novembre 1869    | 22 décembre 2018            |                                | 377 m    | 87144030 | DOC       | 48° 08′ 37″ N, 6° 36′ 38″ E |       | Desservie au service d'été 1986. |
| Deycimont                                   | Halte        | 062 : 11,910                                      | 3 novembre 1869    | ?? Fermée                   | Jamais ouverte                 | 400 m    |          |           | 48° 09′ 58″ N, 6° 38′ 59″ E |       | Desservie au service d'été 1986. |
| Lépanges                                    | Gare         | 062 : 13,798                                      | 3 novembre 1869    | 22 décembre 2018            |                                | 405 m    | 87144048 | LPV       | 48° 10′ 22″ N, 6° 40′ 20″ E |       | Desservie au service d'été 1986. |
| Laval (Vosges)                              | Halte        | 062 : 17,009                                      | 15 mai 1881        | ?? Fermée                   | Jamais ouverte                 | 436 m    |          |           | 48° 11′ 47″ N, 6° 41′ 45″ E |       | N'existe pas jusqu'au service d'hiver 1880/1881. Existe au service d'été 1881. Desservie au service d'été 1986. |
| Bruyères (Vosges)                           | Gare         | 062 : 19,329 065 : 54,615                         | 3 novembre 1869    | Ouverte                     |                                | 463 m    | 87144154 | BUY       | 48° 12′ 18″ N, 6° 43′ 07″ E |       | Desservie au service d'été 1986. |
| Laveline-devant-Bruyères                    | Gare         | 062 : 23,260 063 : 0,000                          | 20 janvier 1870    | 22 décembre 2018            |                                | 446 m    | 87144162 | LVB       | 48° 11′ 08″ N, 6° 45′ 05″ E |       | Desservie au service d'été 1986. |
| La Chapelle (Vosges)                        | Gare         | 062 : 25,555                                      | 11 juillet 1874    | ?? Fermée                   |                                | 450 m    |          |           | 48° 11′ 23″ N, 6° 46′ 36″ E |       | La Chapelle-devant-Bruyères en 1986. Desservie au service d'été 1986. |
| Biffontaine                                 | Gare         | 062 : 28,167                                      | 7 octobre 1876     | 22 décembre 2018            |                                | 465 m    | 87144188 | BFF       | 48° 12′ 22″ N, 6° 48′ 27″ E |       | Desservie au service d'été 1986. |
| La Houssière                                | Halte        | 062 : 31,935                                      | 7 octobre 1876     | ?? Fermée                   | Jamais ouverte                 | 484 m    |          |           | 48° 11′ 56″ N, 6° 51′ 11″ E |       | Desservie au service d'été 1986. |
| Corcieux Vanémont                           | Gare         | 062 : 33,877                                      | 7 octobre 1876     | 22 décembre 2018            |                                | 498 m    | 87144196 | CXV       | 48° 11′ 54″ N, 6° 52′ 39″ E |       | Desservie au service d'été 1986. |
| Saint-Léonard                               | Gare         | 062 : 40,764 064 : 0,000                          | 7 octobre 1876     | 22 décembre 2018            |                                | 417 m    | 87144477 | SLR       | 48° 13′ 01″ N, 6° 56′ 30″ E |       | Saint-Léonard (Vosges). Desservie au service d'été 1986. |
| Saulcy                                      | Gare         | 062 : 43,285                                      | 7 octobre 1876     | ?? Fermée                   |                                | 392 m    | 87144493 | SYK       | 48° 14′ 18″ N, 6° 57′ 06″ E |       | Desservie au service d'été 1986. |
| Saint-Dié-des-Vosges                        | Gare         | 062 : 48,947 067 : 435,704 110 : 86,502           | 15 novembre 1864   | Ouverte                     |                                | 343 m    | 87144014 | SD        | 48° 16′ 55″ N, 6° 56′ 54″ E |       | |
| Aumontzey                                   | Gare         | 063 : 2,94                                        | 11 juillet 1874    | ?? Fermée                   | 1976                           | 471 m    |          |           | 48° 09′ 58″ N, 6° 46′ 25″ E |       | Gare non desservie dans l'indicateur de 1975. Ni en 1986. |
| Granges                                     | Gare         | 063 : 5,427                                       | 11 juillet 1874    | 21 mars 1988                | 1971                           | 502 m    |          |           | 48° 08′ 51″ N, 6° 47′ 26″ E |       | Gare toujours desservie dans l'indicateur de 1975. Desservie au service d'été 1986. |
| Port-Sec-du-Kertoff                         | Port-Sec     | 063 : 12,7                                        | 28 juin 1878       | Jamais ouverte              | 1973                           | 592 m    |          |           | 48° 06′ 16″ N, 6° 51′ 56″ E |       | |
| Kichompré                                   | Halte        | 063 : 14,9                                        | 28 juin 1878       | ?? Fermée                   | Jamais ouverte                 | 626 m    |          |           | 48° 05′ 29″ N, 6° 53′ 07″ E |       | Gare non desservie dans l'indicateur de 1975. Ni en 1986. |
| Gérardmer                                   | Gare         | 063 : 17,999                                      | 28 juin 1878       | 21 mars 1988                | 21 mars 1988                   | 664 m    | 87144857 | GER       | 48° 04′ 20″ N, 6° 52′ 22″ E |       | Desservie au service d'été 1986. |
| Anould                                      | Gare         | 064 : 3,166                                       | 3 décembre 1876    | 8 janvier 1939              | 1er février 2010               | 451 m    | 87144873 | ANU       | 48° 11′ 24″ N, 6° 57′ 04″ E |       | |
| Ban-sur-Meurthe Clefcy                      | Arrêt        | 064 : 5,1                                         | 1912               | 8 janvier 1939              | Jamais ouverte                 | 476 m    |          |           | 48° 10′ 57″ N, 6° 58′ 25″ E |       | |
| Fraize                                      | Gare         | 064 : 7,443                                       | 3 décembre 1876    | 8 janvier 1939              | 1er septembre 1988             | 507 m    | 87144881 | FZ        | 48° 10′ 57″ N, 7° 00′ 12″ E |       | |
| Roville Saint-Maurice                       | Gare         | 065 : 25,447                                      | 28 décembre 1911   | 31 mai 1980                 |                                | 267 m    | 87143594 | RVC       | 48° 23′ 31″ N, 6° 35′ 12″ E |       | |
| Romont                                      | Arrêt        | 065 : 28,516                                      | 28 décembre 1911   | 31 mai 1980                 | Jamais ouverte                 | 269 m    |          |           | 48° 21′ 57″ N, 6° 36′ 07″ E |       | Existe dans le Chaix de 1924 |
| Rambervillers                               | Gare         | 065 : 32,663 Ch.Rb. : 27,946                      | 16 septembre 1871  | 31 mai 1980                 |                                | 289 m    | 87144725 | RAM       | 48° 20′ 24″ N, 6° 38′ 03″ E |       | Aboutissement de la ligne d'intérêt local à voie normale de Charmes à Rambervillers. |
| Blanchifontaine                             | Halte        | 065 : 33,9                                        | Après 1924         | 31 mai 1980                 |                                | 302 m    | 87146290 | BFE       | 48° 20′ 18″ N, 6° 39′ 02″ E |       | Non repris dans le Chaix de 1924. |
| Jeanménil                                   | Gare         | 065 : 35,944                                      | 10 octobre 1902    | 31 mai 1980                 |                                | 305 m    | 87144733 | JEL       | 48° 19′ 45″ N, 6° 40′ 22″ E |       | |
| Autrey Sainte-Hélène                        | Gare         | 065 : 39,591                                      | 10 octobre 1902    | 31 mai 1980                 |                                | 320 m    | 87144758 | AUR       | 48° 17′ 53″ N, 6° 41′ 11″ E |       | |
| Fremifontaine                               | Arrêt        | 065 : 43,067                                      | 10 octobre 1902    | 31 mai 1980                 | Jamais ouverte                 | 340 m    | 87146308 | FMF       | 48° 16′ 24″ N, 6° 42′ 39″ E |       | Existe dans le Chaix de 1924 |
| Brouvelieures                               | Gare         | 065 : 47,453                                      | 10 octobre 1902    | 31 mai 1980                 |                                | 370 m    | 87144782 | BUV       | 48° 14′ 24″ N, 6° 44′ 18″ E |       | |
| Belmont                                     | Arrêt        | 065 : 49,976                                      | 10 octobre 1902    | 31 mai 1980                 | Jamais ouverte                 | 411 m    | 87146316 | BWT       | 48° 13′ 24″ N, 6° 45′ 31″ E |       | |
| Raon-l'Étape                                | Gare         | 067 : 418,729                                     | 17 mai 1864        | Ouverte                     | Ouverte                        | 292 m    | 87144626 | RAO       | 48° 24′ 14″ N, 6° 50′ 13″ E |       | Initialement Raon-l'Étape - La Neuveville. Devient Raon-l'Étape après la fusion des deux communes en 1947. |
| Étival-Clairefontaine                       | Gare         | 067 : 424,125 Ét-Se : 0,000                       | 15 novembre 1864   | Ouverte                     | Ouverte                        | 302 m    | 87144642 | ETL       | 48° 22′ 02″ N, 6° 52′ 37″ E |       | Bifurcation vers la ligne d'intérêt local à voie normale d'Étival à Senones. |
| Saint-Michel-sur-Meurthe                    | Gare         | 067 : 428,764                                     | 15 novembre 1864   | Ouverte                     |                                | 314 m    | 87144683 | SSM       | 48° 19′ 37″ N, 6° 53′ 18″ E |       | Initialement Saint-Michel. Par décision ministérielle du 21 mars 1885, elle prend le nom de Saint-Michel-sur-Meurthe. |
| Colroy Lubine                               | Gare         | 110 : 69,137                                      | 22 octobre 1928    | Septembre 2018              |                                | 450 m    | 87144386 | CXL       | 48° 18′ 53″ N, 7° 07′ 54″ E |       | |
| Provenchères-sur-Fave                       | Gare         | 110 : 73,025                                      | 20 août 1923       | Ouverte                     |                                | 407 m    | 87144345 | PVF       | 48° 18′ 17″ N, 7° 05′ 08″ E |       | |
| Lesseux-Frapelle                            | Halte        | 110 : 74,827 116 : 31,383                         | 3 août 1937        | Septembre 2018              |                                | 399 m    | 87144317 | LXF       | 48° 17′ 23″ N, 7° 04′ 36″ E |       | N'existe pas dans le Chaix de 1924. |
| Lesseux                                     | Gare         | 110 : 75,364                                      | 20 août 1923       | 3 août 1937                 |                                | 394 m    |          |           | 48° 17′ 09″ N, 7° 04′ 18″ E |       | N'existe pas dans le Chaix de 1924. |
| Raves Ban-de-Laveline                       | Gare         | 110 : 78,827                                      | 20 août 1923       | Septembre 2018              |                                | 384 m    | 87144105 | RVB       | 48° 15′ 57″ N, 7° 02′ 16″ E |       | |
| Sainte-Marguerite Remomeix                  | Gare         | 110 : 83,117                                      | 20 août 1923       | ?? Fermée                   |                                | 370 m    | 87146274 | SHX       | 48° 15′ 46″ N, 6° 58′ 57″ E |       | |
| Lusse                                       | Gare         | 116 : 29,395                                      | 3 août 1937        | 2 juin 1973                 |                                | 425 m    | 87144824 | LJZ       | 48° 17′ 27″ N, 7° 06′ 08″ E |       | |

## Gares ferroviaires des lignes du réseau d’intérêt local

### Lignes à voie normale
| Nom                   | Type de gare | Ligne(s) et PK               | Date d'ouverture  | Date de fermeture voyageurs | Date de fermeture marchandises | Altitude | Code UIC | Code TR3A | Coordonnées                 | Image | Remarques |
| --------------------- | ------------ | ---------------------------- | ----------------- | --------------------------- | ------------------------------ | -------- | -------- | --------- | --------------------------- | ----- | --- |
| Charmes (Vosges)      | Gare         | 042 : 25,346 Ch.Rb. : 0,000  | 24 juin 1857      | Ouverte                     | Ouverte                        | 291 m    | 87144055 | CHS       | 48° 22′ 43″ N, 6° 18′ 06″ E |       | Gare commune, ouverte au titre de la ligne 042. |
| Portieux              | Halte        | Ch.Rb. : 5                   | 16 septembre 1871 | 1937                        | Jamais ouverte                 | 296 m    |          |           | 48° 21′ 03″ N, 6° 20′ 34″ E |       | |
| La Verrerie           | Gare         | Ch.Rb. : 8,3                 | 16 septembre 1871 | 1937                        | 1962                           | 312 m    |          |           | 48° 21′ 26″ N, 6° 23′ 20″ E |       | Depuis le 1er juin 1938, gare exploitée comme ITE. |
| Moriville             | Halte        | Ch.Rb. : 12,0                | 16 septembre 1871 | 1937                        | Jamais ouverte                 | 345 m    |          |           | 48° 21′ 23″ N, 6° 26′ 07″ E |       | |
| Rehaincourt           | Gare         | Ch.Rb. : 14,1                | 16 septembre 1871 | 1937                        | 1er juin 1938                  | 338 m    |          |           | 48° 21′ 21″ N, 6° 27′ 40″ E |       | |
| Ortoncourt            | Halte        | Ch.Rb. : 17,7                | 16 septembre 1871 | 1937                        | Jamais ouverte                 | 336 m    |          |           | 48° 21′ 04″ N, 6° 30′ 22″ E |       | |
| Moyemont              | Gare         | Ch.Rb. : 20,1                | 16 septembre 1871 | 1937                        | 1er juin 1938                  | 333 m    |          |           | 48° 20′ 27″ N, 6° 32′ 06″ E |       | |
| Romont                | Gare         | Ch.Rb. : 23,9                | 16 septembre 1871 | 1937                        | 1er juin 1938                  | 315 m    |          |           | 48° 20′ 43″ N, 6° 34′ 53″ E |       | |
| Rambervillers         | Gare         | 065 : 32,663 Ch.Rb. : 27,946 | 16 septembre 1871 | 31 mai 1980                 |                                | 289 m    | 87144725 | RAM       | 48° 20′ 24″ N, 6° 38′ 03″ E |       | Gare commune, ouverte au titre de la ligne de Charmes à Rambervillers. À la fermeture de cette dernière, devient une gare exclusivement de la ligne 065. |
| Étival-Clairefontaine | Gare         | 067 : 424,125 Ét-Se : 0,000  | 15 novembre 1864  | Ouverte                     | Ouverte                        | 302 m    | 87144642 | ETL       | 48° 22′ 02″ N, 6° 52′ 37″ E |       | Gare commune, ouverte au titre de la ligne 067. |
| Le Rabodeau           |              | Ét-Se :                      |                   |                             |                                | 300 m    |          |           | 48° 22′ 35″ N, 6° 52′ 49″ E |       | |
| La Roseraie           |              | Ét-Se :                      |                   |                             |                                |          |          |           |                             |       | |
| Moyenmoutier          | Gare         | Ét-Se :                      |                   |                             |                                | 315 m    |          |           | 48° 22′ 41″ N, 6° 54′ 54″ E |       | |
| Les Voitines          |              | Ét-Se :                      |                   |                             |                                |          |          |           |                             |       | |
| La Poterosse          |              | Ét-Se :                      |                   |                             |                                |          |          |           |                             |       | |
| Senones               | Gare         | Ét-Se : Se-Mo : 0,0          |                   |                             |                                | 344 m    |          |           | 48° 23′ 28″ N, 6° 58′ 02″ E |       | |
| La Petite-Raon        |              | Se-Mo :                      | 26 juillet 1914   | 31 mars 1951                | 31 mars 1951                   |          |          |           |                             |       | |
| Moussey               |              | Se-Mo : 5,6                  | 26 juillet 1914   | 31 mars 1951                | 31 mars 1951                   |          |          |           |                             |       | |

### Lignes à voie métrique
| Nom                      | Type de gare | Ligne(s) et PK               | Date d'ouverture | Date de fermeture voyageurs | Date de fermeture marchandises | Altitude | Code UIC | Code TR3A | Coordonnées                 | Image | Remarques                                                                                   |
| ------------------------ | ------------ | ---------------------------- | ---------------- | --------------------------- | ------------------------------ | -------- | -------- | --------- | --------------------------- | ----- | ------------------------------------------------------------------------------------------- |
| Raon Est                 |              |                              |                  |                             |                                |          |          |           |                             |       |                                                                                             |
| Raon Centre              |              |                              |                  |                             |                                |          |          |           |                             |       |                                                                                             |
| Raon Transit             |              |                              |                  |                             |                                |          |          |           |                             |       |                                                                                             |
| La Trouche               |              |                              |                  |                             |                                |          |          |           |                             |       |                                                                                             |
| Scierie Lajus            |              |                              |                  |                             |                                |          |          |           |                             |       |                                                                                             |
| Celles-sur-Plaine        |              |                              |                  |                             |                                |          |          |           |                             |       |                                                                                             |
| Sortie de Celles         |              |                              |                  |                             |                                |          |          |           |                             |       |                                                                                             |
| Route de Badonviller     |              |                              |                  |                             |                                |          |          |           |                             |       |                                                                                             |
| Allarmont                |              |                              |                  |                             |                                |          |          |           |                             |       |                                                                                             |
| Vexaincourt              |              |                              |                  |                             |                                |          |          |           |                             |       |                                                                                             |
| Luvigny                  |              |                              |                  |                             |                                |          |          |           |                             |       |                                                                                             |
| Raon-sur-Plaine          |              |                              |                  |                             |                                |          |          |           |                             |       |                                                                                             |
| Remiremont               |              |                              |                  |                             |                                |          |          |           |                             |       |                                                                                             |
| Bellevue Saint-Étienne   |              |                              |                  |                             |                                |          |          |           |                             |       |                                                                                             |
| Celles                   |              |                              |                  |                             |                                |          |          |           |                             |       |                                                                                             |
| Autrives                 |              |                              |                  |                             |                                |          |          |           |                             |       |                                                                                             |
| Saint-Amé                |              |                              |                  |                             |                                |          |          |           |                             |       |                                                                                             |
| Le Syndicat              |              |                              |                  |                             |                                |          |          |           |                             |       |                                                                                             |
| Saut-de-la-Cuve          |              |                              |                  |                             |                                |          |          |           |                             |       |                                                                                             |
| Bémont                   |              |                              |                  |                             |                                |          |          |           |                             |       |                                                                                             |
| Plaine-Cleurie           |              |                              |                  |                             |                                |          |          |           |                             |       | Anciennement Hazintrait.                                                                    |
| Julienrupt               |              |                              |                  |                             |                                |          |          |           |                             |       |                                                                                             |
| La Forge                 |              |                              |                  |                             |                                |          |          |           |                             |       |                                                                                             |
| Le Tholy                 |              |                              |                  |                             |                                |          |          |           |                             |       |                                                                                             |
| Le Rain-Brice            |              |                              |                  |                             |                                |          |          |           |                             |       |                                                                                             |
| Le Beillard              |              |                              |                  |                             |                                |          |          |           |                             |       |                                                                                             |
| Le Costet                |              |                              |                  |                             |                                |          |          |           |                             |       |                                                                                             |
| Le Bout-du-Lac           |              |                              |                  |                             |                                |          |          |           |                             |       |                                                                                             |
| Le Pont-du-Lac           |              |                              |                  |                             |                                |          |          |           |                             |       |                                                                                             |
| Gérardmer (TV)           |              |                              |                  |                             |                                |          |          |           |                             |       |                                                                                             |
| Gérardmer (TG)           | Gare         | TG-01 : 0,000                | 25 juillet 1897  | 28 août 1940                | 28 août 1940                   | 665 m    |          |           | 48° 04′ 19″ N, 6° 52′ 28″ E |       | Correspondance avec le réseau de l'Est et la ligne vers Remiremont des Tramways des Vosges. |
| La Croisette             | Halte        | TG-01 : 1,246                | 25 juillet 1897  | 28 août 1940                | 28 août 1940                   | 659 m    |          |           | 48° 04′ 41″ N, 6° 53′ 19″ E |       |                                                                                             |
| Le Saut-des-Cuves        | Halte        | TG-01 : 3,304                | 25 juillet 1897  | 28 août 1940                | 28 août 1940                   | 693 m    |          |           | 48° 05′ 06″ N, 6° 54′ 38″ E |       |                                                                                             |
| Xonrupt                  | Halte        | TG-01 : 4,898                | 25 juillet 1897  | 28 août 1940                | 28 août 1940                   | 719 m    |          |           | 48° 05′ 02″ N, 6° 55′ 35″ E |       |                                                                                             |
| Longemer                 | Halte        | TG-01 : 6,010                | 25 juillet 1897  | 28 août 1940                | 28 août 1940                   | 748 m    |          |           | 48° 04′ 58″ N, 6° 56′ 51″ E |       |                                                                                             |
| Parigoutte               | Halte        | TG-01 : 8,610                | 25 juillet 1897  | 28 août 1940                | 28 août 1940                   | 743 m    |          |           | 48° 03′ 47″ N, 6° 57′ 54″ E |       |                                                                                             |
| Retournemer              | Gare         | TG-01 : 10,502 TG-02 : 0,000 | 25 juillet 1897  | 28 août 1940                | 28 août 1940                   | 785 m    |          |           | 48° 03′ 30″ N, 6° 59′ 08″ E |       |                                                                                             |
| Les Feignes-sous-Vologne | Halte        | TG-02 :                      | 29 juin 1904     | 28 août 1940                | 28 août 1940                   | 920 m    |          |           | 48° 02′ 59″ N, 6° 59′ 14″ E |       |                                                                                             |
| Le Collet                | Halte        | TG-02 : 4,690                | 29 juin 1904     | 28 août 1940                | 28 août 1940                   | 1 110 m  |          |           | 48° 03′ 15″ N, 7° 00′ 18″ E |       |                                                                                             |
| La Schlucht              | Gare         | TG-02 : 6,373                | 29 juin 1904     | 28 août 1940                | 28 août 1940                   | 1 158 m  |          |           | 48° 03′ 47″ N, 7° 01′ 17″ E |       |                                                                                             |
| Le Hohneck               | Gare         | TG-02 :                      | 29 juin 1904     | 28 août 1940                | 28 août 1940                   | 1 322 m  |          |           | 48° 02′ 18″ N, 7° 00′ 44″ E |       | Correspondance avec le MünsterSchluchtBahn.                                                 |
| Le Thillot CFV           | Gare         | CFV :                        | 11 novembre 1912 | 1er mars 1938               | 1er mars 1938                  | 495 m    |          |           | 47° 52′ 34″ N, 6° 45′ 37″ E |       | Correspondance avec le réseau de l'Est.                                                     |